# Abono (Cameroun)
Pour les articles homonymes, voir Abono.
Abono est une localité de la région du Centre au Cameroun, localisée dans la commune d'Obala et le département de la Lekié.

## Population
En 1965, Abono comptait 835 habitants, principalement des Eton.
Lors du recensement de 2005, ce nombre s'élevait à 892.